# البرلمان المصري
البرلمان المصري هو ممثل للسلطة التشريعية في جمهورية مصر العربية، ويتألف من مجلسين وهما مجلس النواب (الشعب سابقًا) ومجلس الشيوخ (الشورى سابقًا)، وفقًا للمادتين 101 و248 من الدستور المصري لعام 2019.

## مجلس النواب
مجلس النواب المصري هو الغرفة الأولى في البرلمان المصري. يتمتع بصلاحيات تشريعية ورقابية واسعة بموجب دستور 2014 المعدل عام 2019. تشمل اختصاصاته: سنّ القوانين، إقرار السياسة العامة وخطة التنمية والموازنة العامة، الرقابة على أداء الحكومة، مناقشة بيان رئيس الجمهورية، الموافقة على الاتفاقيات الدولية، وإعلان حالتي الطوارئ والحرب.
يتكوّن المجلس من 596 عضوًا: 448 يُنتخبون بالنظام الفردي، 120 بالقوائم المغلقة على مستوى الجمهورية، وما لا يزيد عن 28 عضوًا يُعيّنهم رئيس الجمهورية (بنسبة لا تتجاوز 5%).
مدة العضوية خمس سنوات تبدأ من تاريخ انعقاد أول جلسة، ويجوز حل المجلس بقرار من رئيس الجمهورية. تنعقد الدورة البرلمانية العادية قبل أول خميس من أكتوبر وتستمر قرابة تسعة أشهر، مع إمكانية دعوة المجلس لدورات استثنائية بطلب من رئيس الجمهورية أو ثلث الأعضاء.

## مجلس الشيوخ
مجلس الشيوخ المصري هو الغرفة الثانية ذات الطابع الاستشاري في النظام البرلماني المصري، وقد أعيد تأسيسه بموجب تعديلات دستور 2019، وأجريت أول انتخابات له عام 2020. لا يتمتع بسلطة تشريعية إلزامية، بل يختص بدراسة مشروعات القوانين والخطط والسياسات العامة والاتفاقيات الدولية، وتقديم التوصيات بشأنها قبل عرضها على مجلس النواب أو الجهات المختصة.
يتكوّن مجلس الشيوخ من 300 عضو: 100 يُنتخبون بالنظام الفردي، 100 عبر القوائم المغلقة، و100 يُعيّنهم رئيس الجمهورية مباشرة. كما ينص القانون على أن لا تقل نسبة تمثيل المرأة عن 10% من الأعضاء.
مدة عضوية أعضاء مجلس الشيوخ هي خمس سنوات، ولا يجوز حل المجلس إلا في حالات قصوى بنص دستوري. لا توجد دورة نصفية كما كان في مجلس الشورى السابق، وجلساته تُعقد حسب ما تحدده لائحة المجلس الداخلية.

## مقارنة بين غرفتي البرلمان
| الخاصية                | مجلس النواب                                       | مجلس الشيوخ                                        |
| ---------------------- | ------------------------------------------------- | -------------------------------------------------- |
| نوع الغرفة             | تشريعية رئيسية                                    | استشارية                                           |
| عدد الأعضاء            | 596 عضوًا                                          | 300 عضوًا                                           |
| طريقة التكوين          | 448 فردي ، 120 قوائم ، 28 تعيين من رئيس الجمهورية | 100 فردي ، 100 قوائم ، 100 تعيين من رئيس الجمهورية |
| مدة العضوية            | 5 سنوات (قابلة للحل)                              | 5 سنوات (غير قابلة للحل)                           |
| صلاحيات رئيس الجمهورية | التعيين والحل                                     | تعيين الثلث فقط                                    |

## أنظر أيضا
- مجلس النواب (مصر)
- مجلس الشيوخ (مصر)
- مجلس الشورى (مصر)